# 廖鲁言
廖鲁言（1913年—1972年），原名廖广鏖，江苏南京人，中华人民共和国农业部部长。中共七大候补代表，中共第八届中央候补委员，第一、二届全国人大代表，第三、第四届全国政协委员。

## 生平
1932年加入中国共产党。参与北平地区学生运动，担任山西青年抗敌决死队旅级政治部主任。此后，他赶赴延安进入中共中央统战部。中华人民共和国成立后，担任政务院副秘书长、中共中央农村工作部副部长等职。后接替中央人民政府农业部部长李书城，担任中华人民共和国农业部部长，主持农业改造。文化大革命期间被下放，牵涉六十一人叛徒集团案，被迫害致死。1979年1月获得平反。